# دومينة
دومينة (الاسم العلمي: Hyphaeninae) هي عمارة نباتية تتبع فصيلة الفوفلية من رتبة الفوفليات.

## أجناس
- دوم (الاسم العلمي: Hyphaene) وهو الجنس النموذجي لهذه العمارة
- مديم (الاسم العلمي: Medemia) وهو جنس وحيد النوع: مديم الأرجون
- بسماركية (الاسم العلمي: Bismarckia) وهو جنس وحيد النوع بسماركية نبيلة

## مراجع

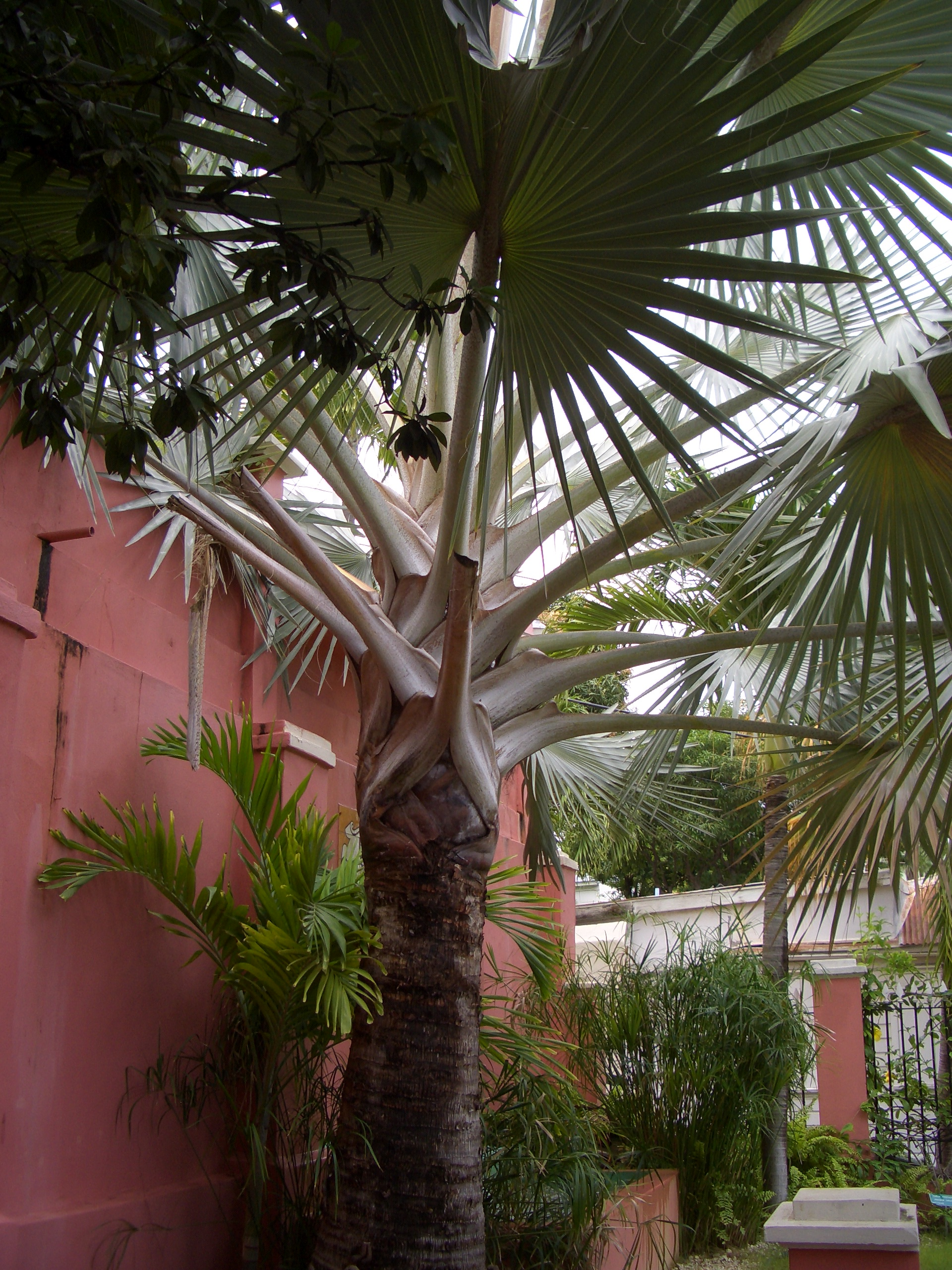
بسماركية نبيلة